# Tutto in famiglia
Tutto in famiglia (My Wife and Kids) è una sitcom statunitense prodotta dal 2001 al 2005 e interpretata da Damon Wayans.
La serie è stata trasmessa in prima visione negli Stati Uniti d'America dall'emittente televisiva ABC. In Italia ha debuttato dal 15 settembre 2003 sul satellite su Disney Channel e dalla seconda stagione in poi è stata trasmessa da Fox Life, mentre in chiaro è stata programmata da Italia 1.

## Trama
I Kyle sono una tipica famiglia afroamericana di reddito medio-alto composta da genitori e tre figli. I rapporti tra loro sono spesso conflittuali, in particolare per via dei tentativi dei due genitori di stabilire un costante controllo sui loro figli, che spesso sfocia nell'invadenza della loro vita privata. Michael Kyle, il capofamiglia, che spesso si rivela una persona immatura ed egoista, deve anche gestire i comportamenti di sua moglie Janet, gelosa, preoccupata dal suo aspetto fisico e spesso intrattabile, di suo figlio Junior, decisamente imbranato e sempre messo alla prova dal padre, di sua figlia Claire, una bella e vanitosa sedicenne, e della più piccola della casa, Kady, già capace di creare problemi nonostante la tenera età.

## Episodi
| Stagione         | Episodi | Prima TV originale | Prima TV Italia |
| ---------------- | ------- | ------------------ | --------------- |
| Prima stagione   | 11      | 2001               | 2003            |
| Seconda stagione | 29      | 2001-2002          | 2005            |
| Terza stagione   | 27      | 2002-2003          | 2005            |
| Quarta stagione  | 30      | 2003-2004          | 2005            |
| Quinta stagione  | 26      | 2004-2005          | 2005            |

## Personaggi e interpreti
- Michael Richard Kyle Sr. (stagioni 1-5), interpretato da Damon Wayans, doppiato da Stefano Benassi.
- Janet "Jay" Marie Johnson-Kyle (stagioni 1-5), interpretata da Tisha Campbell-Martin, doppiata da Claudia Razzi.
- Michael "Junior" Richard Kyle Jr. (stagioni 1-5), interpretato da George O. Gore II, doppiato da Alessio Puccio.
- Claire Marie Kyle (stagioni 1-5), interpretata da Jazz Raycole (st. 1) e da Jennifer Freeman (st. 2-5), doppiata da Letizia Ciampa (st. 1), da Letizia Scifoni (st. 2-5) e da Perla Liberatori (st. 4 ep. 19, 23, 26-30).
- Kady Melissa Jane Spilken Kyle (stagioni 1-5), interpretata da Parker McKenna Posey, doppiata da Lilian Caputo.
- Franklin Aloisius Mumford (stagioni 3-5), interpretato da Noah Gray-Cabey, doppiato da Lucrezia Marricchi.

## Produzione

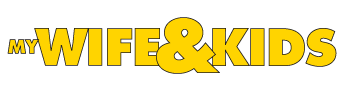
Logo originale della serie

Keenen Ivory Wayans e Damon Wayans Jr., rispettivamente fratello e figlio del protagonista Damon Wayans, sono apparsi come guest star in vari episodi della sitcom.
Jazz Raycole, interprete di Claire nella prima stagione, venne fatta ritirare dalla serie dalla madre, la quale non approvava la trama del primo episodio della seconda stagione (nel quale Claire scopriva che la sua amica e coetanea Charmaine era incinta). Jennifer Freeman prese così il posto della Raycole. Poiché la Freeman non è per niente somigliante alla Raycole, nel 1º episodio della seconda stagione si fa riferimento al cambiamento: Claire scende le scale e Michael nota qualcosa di differente nella figlia, esclamando: «Che cosa c'è di diverso in te...?», al che lei risponde: «Ho solo legato i capelli!», e Michael risponde di nuovo: «Qualsiasi cosa sia, sembri completamente cambiata...».
Andrew McFarlane, interprete dalla seconda stagione di Tony, il ragazzo di Claire, era già apparso anche in un episodio della prima stagione, sempre nel ruolo del ragazzo che piaceva a Claire, ma con il nome di Roger.
Nel corso della terza stagione, Meagan Good viene introdotta come la nuova fidanzata di Junior, Vanessa Scott, ma a partire dal primo episodio della quarta stagione la Good venne sostituita in pianta stabile da Brooklyn Sudano (figlia della popolare cantante degli anni settanta Donna Summer). A differenza di quanto avvenne con il cambio di ruolo di Claire, in questo caso non vennero fatti riferimenti al cambiamento.
Damon Wayans decise nel 2005 d'interrompere la serie a causa dei bassi indici d'ascolto che avevano caratterizzato gli ultimi episodi. Di conseguenza, la sitcom non ha un vero e proprio finale, ma un cliffhanger nel quale Janet scopre di essere di nuovo incinta.